# Koperno, Lubusz
Koperno (germană Küppern, în Limba sorabă: Luz Kiperna) este un sat în Polonia, situat în Voievodatul Lubusz, în județul Krosno, în orașul Gubin.  În anii 1975-1998 localitatea a aparținut administrativ de regiunea Zielona Gora.  Înainte de 1945 satul era parte din Germania.
Prima mențiune documentară a satului apare în anul 1278 sub numele german de Kipper. Așezarea este aproape de linia ferată ce duce de la Berlin la Wroclaw. În sat trăiau în anul 1810, 12 fermieri, iar în 1930 129 de persoane. Merită menționat că în sat există o biserică din secolul al XIX-lea din cărămidă cu fundație din pietre de râu.
Începând cu anul 2008, satul are o rețea de apă.